# Théorie des possibilités
En mathématiques et en informatique, la théorie des possibilités est une alternative à la théorie des probabilités pour représenter l'incertitude. Lotfi Zadeh a d'abord introduit la théorie des possibilités en 1978 comme une extension de sa théorie des ensembles flous et la logique floue. Didier Dubois et Henri Prade ont ensuite contribué à son développement,.

## Formalisation de la possibilité
Étant donné un univers Ω que l'on suppose fini pour simplifier la présentation, une mesure ou distribution de possibilité est une fonction {\displaystyle \operatorname {pos} } de {\displaystyle 2^{\Omega }} dans [0, 1], c'est-à-dire à chaque sous-ensemble d'événements U, on associe pos(U) qui mesure la possibilité de U. Si pos(U) = 0 alors U est impossible, si pos(U) = 1 alors U est normal, sans surprise. La fonction satisfait trois axiomes :
1. {\displaystyle \operatorname {pos} (\varnothing )=0}
2. {\displaystyle \operatorname {pos} (\Omega )=1}
3. {\displaystyle \operatorname {pos} (U\cup V)=\max \left(\operatorname {pos} (U),\operatorname {pos} (V)\right)}pour tout sous-ensemble  {\displaystyle U} et {\displaystyle V}

Si l'univers Ω est infini, l'axiome 3 s'écrit :
- Pour tout ensemble d'indices {\displaystyle I}, si les sous-ensembles {\displaystyle U_{i,\,i\in I}}sont deux-à-deux disjoints, alors {\displaystyle \operatorname {pos} \left(\bigcup _{i\in I}U_{i}\right)=\sup _{i\in I}\operatorname {pos} (U_{i}).}

## Nécessité
La nécessité est le dual de la possibilité dans le sens suivant. On définit une fonction nec qui mesure la nécessité d'un sous-ensemble d'événements par : {\displaystyle \operatorname {nec} (U)=1-\operatorname {pos} ({\overline {U}})}.

## Lien avec la théorie des probabilités
La théorie des possibilités généralise la théorie des probabilités dans le sens où se donner une fonction de possibilité revient à se donner une borne supérieure sur les probabilités :
{\displaystyle \left\{\,p:\forall S\ p(S)\leq \operatorname {pos} (S)\,\right\}.}